# Route départementale 25 (Yvelines)
Pour les articles homonymes, voir Route départementale 25.
La route départementale 25 ou D25, est une très courte route du département français des Yvelines.
Elle est située uniquement sur la commune de Jouars-Pontchartrain. Il s'agit en fait de l'avenue du Château qui relie la RD 15 à la RD 912 (ex-RN 12).